# Omega-3-Fettsäuren

Strukturformel der α-Linolensäure, links die Carboxygruppe (–COOH), rechts das Omega-Kohlenstoffatom (C)

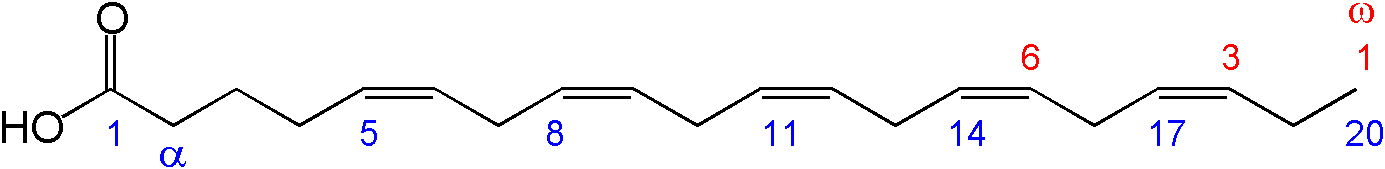
Strukturformel der Eicosapentaensäure, links die Carboxygruppe (–COOH), rechts das Omega-Kohlenstoffatom (C) – (5Z,8Z,11Z,14Z,17Z)-Eicosa-5,8,11,14,17-pentaensäure

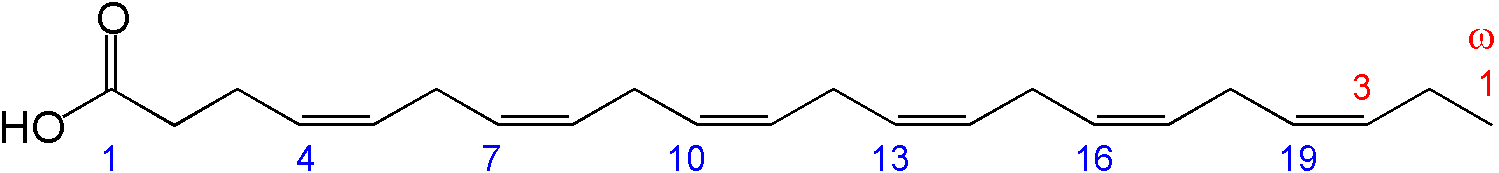
Strukturformel der Docosahexaensäure, links Carboxygruppe (–COOH), rechts das Omega-Kohlenstoffatom (C) – (4Z,7Z,10Z,13Z,16Z,19Z)-Docosa-4,7,10,13,16,19-hexaensäure

Die Omega-3-Fettsäuren sind eine Untergruppe innerhalb der Omega-n-Fettsäuren, die zu den ungesättigten Verbindungen zählen. Die Bezeichnung stammt aus der alten Nomenklatur der Fettsäuren. Bevor man sie als solche identifizierte, wurden sie gemeinhin als Vitamin F bezeichnet. Omega-3 bedeutet, dass die letzte Doppelbindung in der mehrfach ungesättigten Kohlenstoffkette der Fettsäure bei der – vom Carboxy-Ende aus gesehen – drittletzten C-C-Bindung vorliegt. Omega (ω) ist der letzte Buchstabe des griechischen Alphabets und bezeichnet das von der Carboxygruppe entfernteste Ende der Kohlenstoffkette.

## Vorkommen

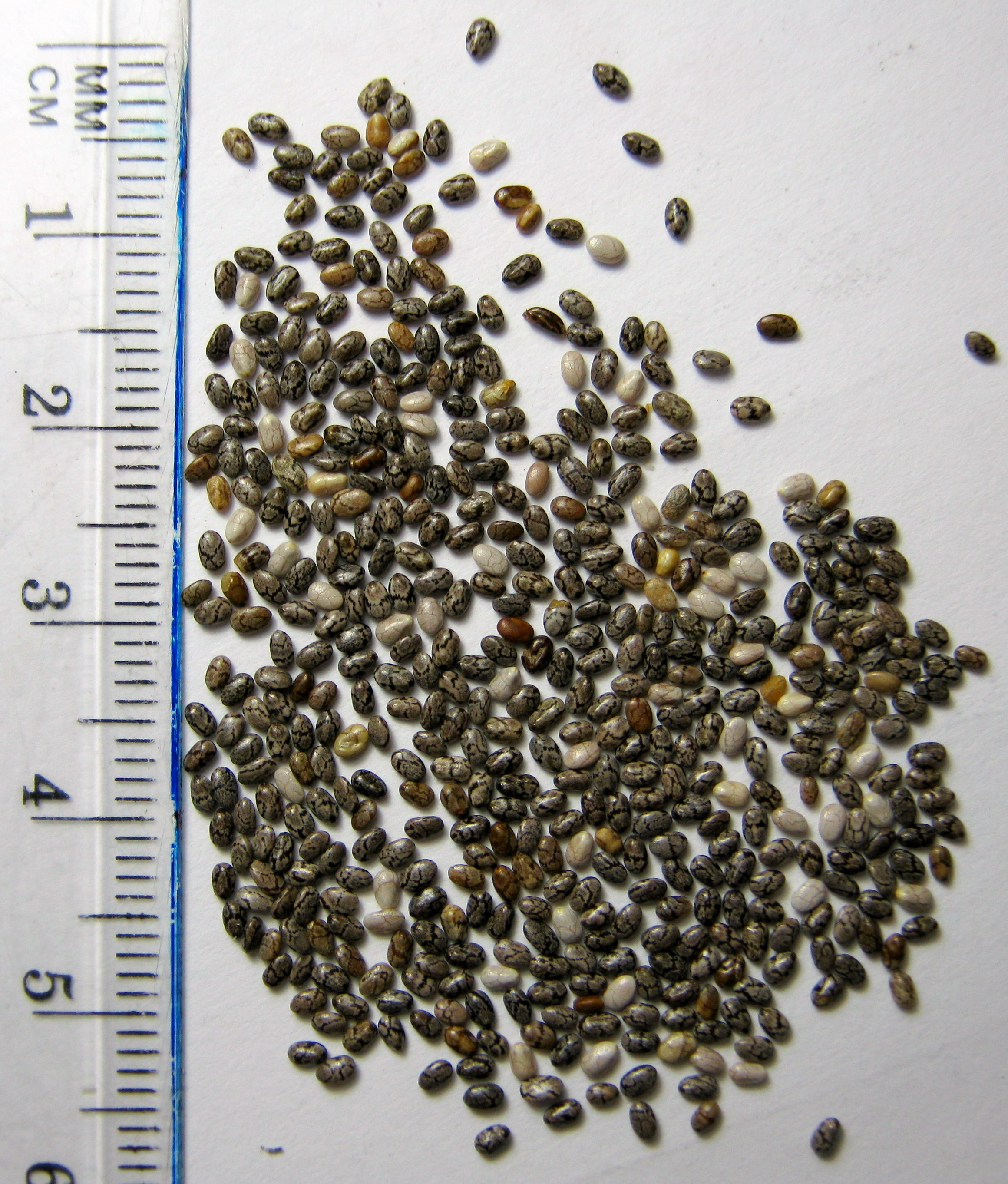
Chiasamen haben einen hohen Omega-3-Fettsäuregehalt

### Lebensmittel
Omega-3-Fettsäuren sind in Algen, Fischen und Pflanzen als Carbonsäureester beziehungsweise Triglyceride enthalten. Pflanzen enthalten fast ausschließlich α-Linolensäure (ALA), während in Fettfischen – wie Aal, Karpfen und Sardine – und Algen, etwa Rotalgen, vorwiegend Docosahexaensäure (DHA) und Eicosapentaensäure (EPA) vorkommen können.

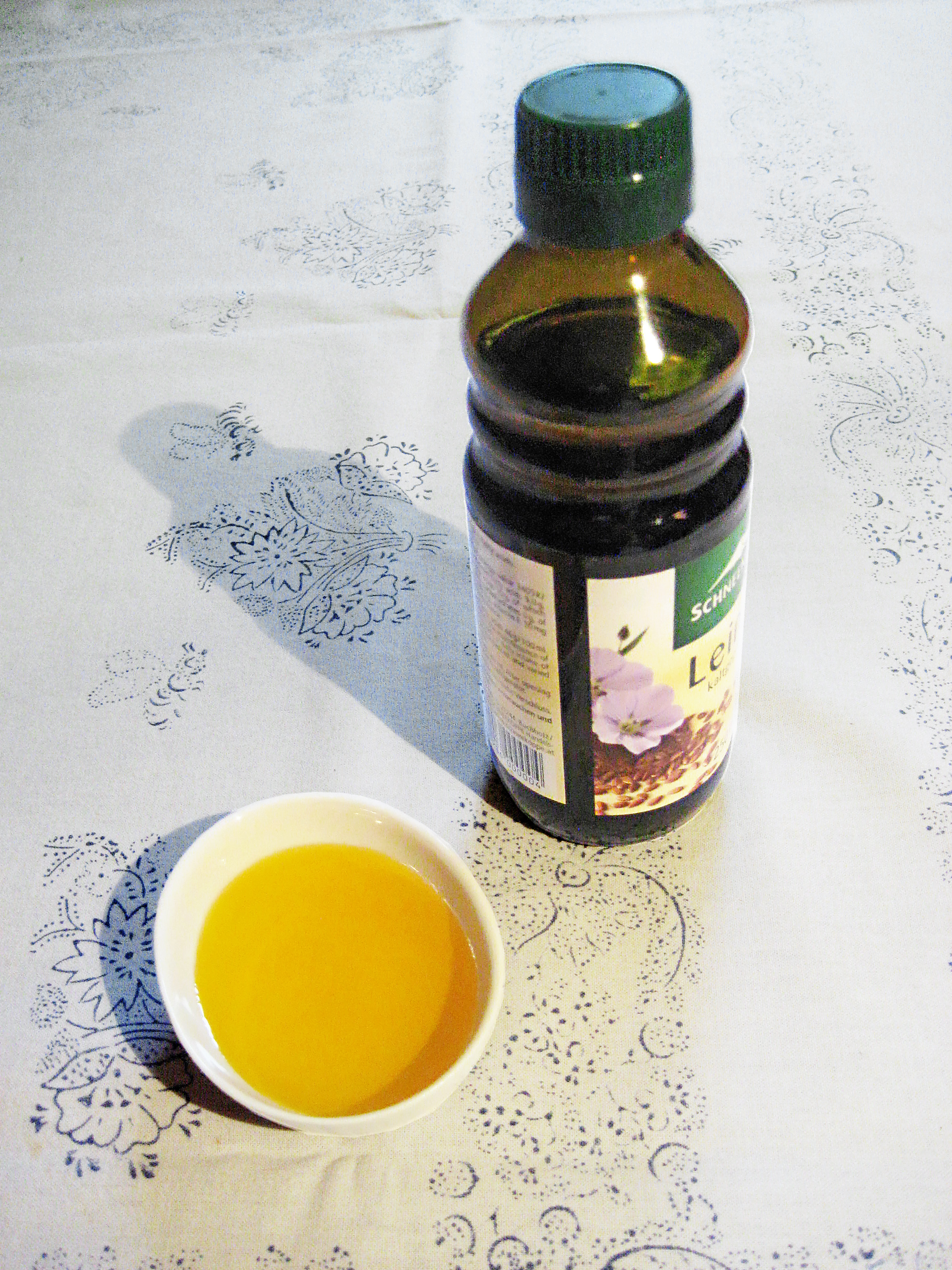
Leinöl

Omega-3-Fettsäuregehalte (ALA) verschiedener Pflanzenöle:

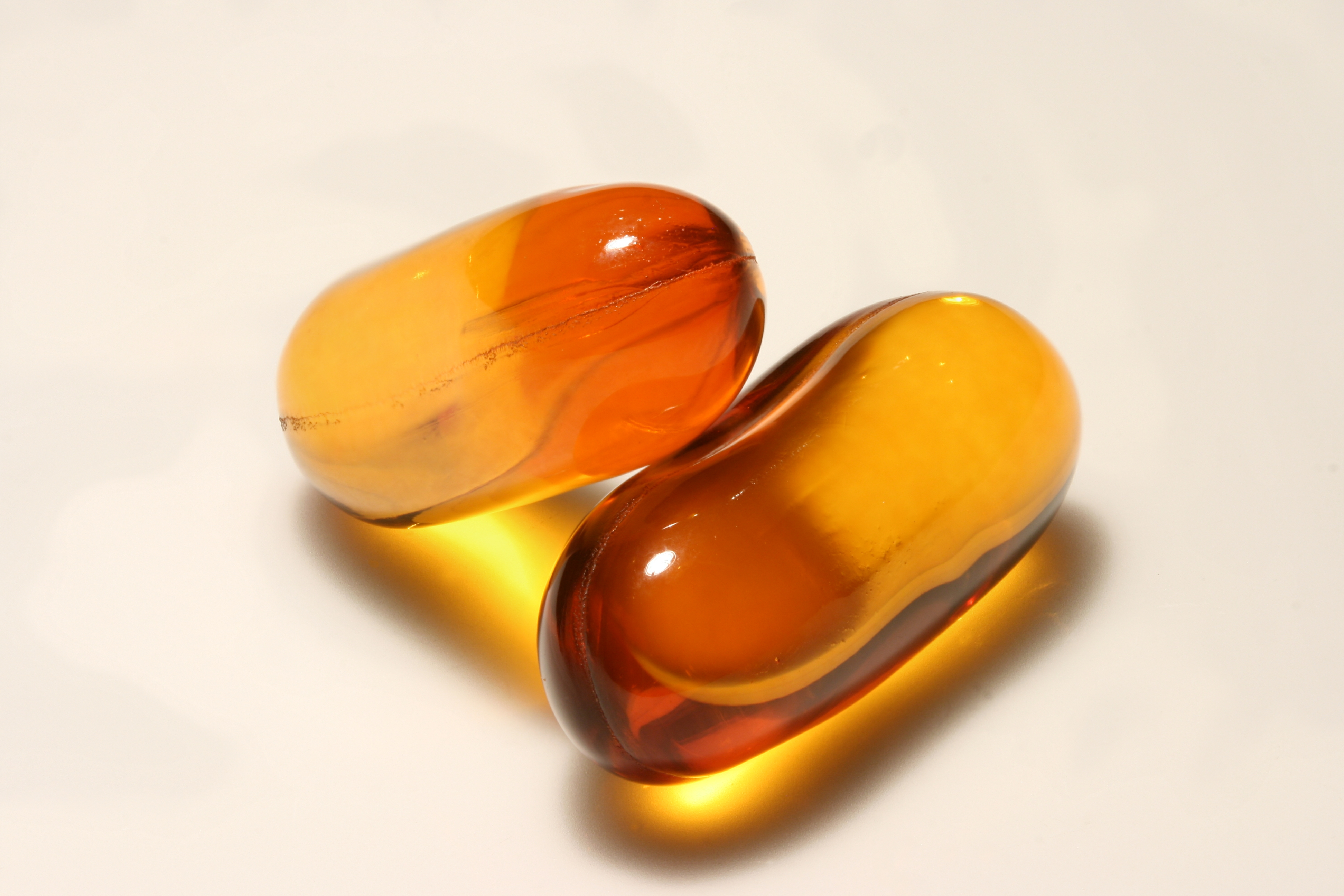
Lachsölkapseln

- Leinöl: 56–71 %[2]
- Chiaöl: bis ca. 64 %
- Perillaöl: ca. 60 %
- Sacha Inchi Öl: ca. 48 %
- Leindotteröl: ca. 38 %
- Hanföl: ca. 17 %
- Walnussöl: ca. 13 %
- Rapsöl: ca. 9 %
- Sojabohnenöl: ca. 8 %

Omega-3-Fettsäuregehalte (EPA und DHA) verschiedener Fische
- Atlantischer Lachs, gezüchtet, gegart, geräuchert: 1,8 %
- Sardellen – Europa, eingelegt in Öl oder Salz: 1,7 %
- Sardine – Pazifischer Ozean, eingelegt in Tomatensoße oder Salz, mit Gräten: 1,4 %
- Atlantischer Hering, in Essig eingelegt: 1,2 %
- Makrele – Atlantik, gekocht, geräuchert: 1 %
- Weißer Thun – eingelegt in Wasser oder Salz: 0,7 %

### Ursprung
Produziert werden die Fettsäuren EPA (Eicosapentaensäure) und DHA (Docosahexaensäure) durch Algen.
Fische nehmen sie über ihre Algennahrung auf, nur wenige Fischarten können sie auch selbst synthetisieren.
Bestimmte Mikroalgen sind besonders geeignete Produzenten für die Fettsäuren. Mit ihnen lässt sich Algenöl in Bioreaktoren herstellen. Anders als bei Fischen, die über die Nahrungskette auch Schadstoffe aufnehmen, können die Inhalte des so erzeugten Algenöls genauestens kontrolliert werden. Außerdem wird beim Rückgriff auf Algenöl Druck von den überfischten Beständen genommen.

## Bekannte Omega-3-Fettsäuren
| Trivialname                            | Lipidname  | Chemischer Name                              |
| -------------------------------------- | ---------- | -------------------------------------------- |
| Roughaninsäure                         | 16:3 (ω−3) | (7Z,10Z,13Z)-Hexadecatriensäure              |
| Alpha-Linolensäure (ALA)               | 18:3 (ω−3) | (9Z,12Z,15Z)-Octadecatriensäure              |
| Stearidonsäure                         | 18:4 (ω−3) | (6Z,9Z,12Z,15Z)-Octadecatetraensäure         |
| Eicosatriensäure (Dihomolinolensäure)  | 20:3 (ω−3) | (11Z,14Z,17Z)-Eicosatriensäure               |
| Eicosatetraensäure                     | 20:4 (ω−3) | (8Z,11Z,14Z,17Z)-Eicosatetraensäure          |
| Eicosapentaensäure (EPA)               | 20:5 (ω−3) | (5Z,8Z,11Z,14Z,17Z)-Eicosapentaensäure       |
| Heneicosapentaensäure                  | 21:5 (ω−3) | (6Z,9Z,12Z,15Z,18Z)-Heneicosapentaensäure    |
| Docosapentaensäure                     | 22:5 (ω−3) | (7Z,10Z,13Z,16Z,19Z)-Docosapentaensäure      |
| Docosahexaensäure (DHA)                | 22:6 (ω−3) | (4Z,7Z,10Z,13Z,16Z,19Z)-Docosahexaensäure    |
| Tetracosapentaensäure (Scoliodonsäure) | 24:5 (ω−3) | (9Z,12Z,15Z,18Z,21Z)-Tetracosapentaensäure   |
| Tetracosahexaensäure (Nisinsäure)      | 24:6 (ω−3) | (6Z,9Z,12Z,15Z,18Z,21Z)-Tetracosahexaensäure |

## Omega-3-Fettsäuren in der Ernährung
α-Linolensäure, Eicosapentaensäure und Docosahexaensäure sind bekanntere Omega-3-Fettsäuren, die verstärkt für die menschliche Ernährung erforscht wurden.
Dabei werden pflanzliche Omega-3-Fettsäuren (α-Linolensäure, „ALA“) zur Energiegewinnung verstoffwechselt, in Zellmembranen eingebaut und sind Vorläufer von Serie-3-Prostaglandinen.

### Umwandlung von ALA zu DHA und EPA
Der menschliche Körper eines Erwachsenen wandelt die pflanzliche Omega-3-Fettsäure ALA zu einem geringen Teil in Eicosapentaensäure (EPA), Docosapentaensäure und Docosahexaensäure (DHA) um.
Für die Umwandlung der pflanzlichen ALA benötigt der Körper die Enzyme Delta-6-Desaturase und Delta-5-Desaturase. Diese verarbeiten aber gleichzeitig die Omega-6-Fettsäure Linolsäure zu DGLA und Arachidonsäure. Durch ein hohes Verhältnis von Omega-6- zu Omega-3-Fettsäuren wird so mehr Arachidonsäure und weniger EPA und DHA erzeugt. In unserer heutigen Nahrung ist das Verhältnis von  Omega-6- zu Omega-3-Fettsäuren mit über 7:1 sehr ungünstig; die DGE empfiehlt 5:1.
Um die Umwandlungsrate zu erhöhen, ist eine Reduzierung der Omega-6-Fettsäuren in der Ernährung empfehlenswert, damit mehr Enzyme für die Umwandlung von α-Linolensäure in EPA und DHA zur Verfügung stehen. Das dazu mit Abstand beste Verhältnis von Omega-6 zu Omega-3-Fettsäuren hat Leinöl mit etwa 1:3. Es ist neben Leindotteröl, Chiaöl und Perillaöl eines der wenigen pflanzlichen Speiseöle bei denen Omega-3 überwiegt. Weitere Speiseöle mit einem relativ günstigen Verhältnis sind Rapsöl (2:1) und Hanföl (3:1), unter der Empfehlung liegen Walnuss-, Weizenkeim- und Sojaöl (6:1) sowie Olivenöl (8:1); ferner Maiskeimöl (50:1), Sonnenblumenöl (120:1) und Distelöl (150:1).

### Umwandlungsrate von ALA zu DHA und EPA
Gemessen wurde in einer Studie eine Umwandlungsrate von α-Linolensäure in Eicosapentaensäure von ca. 5 % und in Docosahexaensäure von unter 0,5 %. In einer anderen Studie sah man entsprechende Umwandlungsraten von 6 % und 3,8 %. Die höheren Umwandlungsraten waren in dieser Studie jedoch abhängig von einer hohen Zufuhr gesättigter Fettsäuren über die Nahrung. Wurden dagegen hohe Mengen von Omega-6-Fettsäuren zugeführt, sanken die Umwandlungsraten um 40–50 %. Ein Omega-6-zu-Omega-3-Fettsäuren-Verhältnis von nicht mehr als 4:1 bis 6:1 wurde demnach als günstig angesehen.
Leinöl hat beispielsweise ein Omega-6-zu-Omega-3-Fettsäuren-Verhältnis zwischen 1:6 und 1:3 und liegt damit deutlich unter 4:1. Olivenöl enthält keine Omega-3-Fettsäuren (in nennenswertem Umfang). Bei Butter liegt das Verhältnis zwischen 0,33 und 4,43 (also höchstens leicht über 4:1), wobei daneben ein sehr hoher Anteil an gesättigten Fettsäuren vorliegt. Allerdings ist der Gesamtanteil an Omega-3-Fettsäuren in Butter sehr gering. Das Omega-6-zu-Omega-3-Fettsäuren-Verhältnis von (erucasäurearmem) Rapsöl liegt zwischen 1:1 und 6:1 und überschreitet damit die 6:1-Grenze noch nicht. Der Anteil an Omega-3-Fettsäuren beruht bei Leinöl, Butter und Rapsöl jeweils vollständig auf α-Linolensäure.
Eine Studie des Royal Adelaide Hospital in Australien zeigt, dass α-Linolensäurereiches Pflanzenöl (zusammen mit einer Linolsäurearmen Ernährung) ähnlich den EPA-Spiegel im Gewebe steigen lässt wie eine Supplementierung mit Fischölen. Hingegen wird eine Steigerung des DHA-Spiegels im Blut durch Supplementierung zusätzlicher ALA, EPA oder anderer Vorstufen zur Umwandlung durch die International Society for the Study of Fatty Acids and Lipids (ISSFAL) verneint. Barcel-Coblijn und Murphy hingegen kommen zu dem Schluss, dass der Körper ausreichend DHA bilden kann, wenn genug α-Linolensäure (>1200 mg) pro Tag aufgenommen wird. Der Stoffwechsel Neugeborener ist zu einer verstärkten Umwandlung fähig, da sie die Stoffe für ihre Hirnentwicklung benötigen. Ein Review von 2016, welches die Umwandlungsraten von ALA in DHA untersuchte, kommt zu dem Schluss, dass ALA ein ungeeignetes Substitut für DHA ist.

### Direkte Zufuhr von DHA und EPA
Algenöl und Fischöl enthalten EPA und DHA direkt. Primär werden DHA und EPA von Algen produziert. Vegane Nahrungsergänzungsmittel enthalten Algenöl. Über die Nahrungskette nehmen außerdem frei lebende Fische entsprechende Algen und somit DHA und EPA auf. Aus diesen kann Fischölkonzentrat gewonnen werden. Bei Fischen in Aquakulturzucht hängt der Anteil vom Futtermittel ab.
In Rindfleisch finden sich deutlich weniger Omega-3-Fettsäuren, sowohl in Form von α-Linolensäure als auch als EPA und DHA. Jedoch ist das Omega-6-zu-Omega-3-Fettsäuren-Verhältnis bei Tieren aus extensiver Weidehaltung deutlich günstiger als bei konventioneller Tierhaltung.

## Gesundheit

### Täglicher Bedarf
Eine offizielle Zufuhrempfehlung gibt es nur für die pflanzliche Omega-3-Fettsäure ALA. Für DHA und EPA gibt es keine solche Empfehlung. Eine Ausnahme gilt für Schwangere, für welche die Deutsche Gesellschaft für Ernährung 200 mg DHA pro Tag empfiehlt.
Gleichwohl existiert ein großer Markt für Omega-3-Ergänzungsmittel. So übersteigt bspw. in den USA der Konsum von DHA- und EPA-Ergänzungsmitteln sogar die Aufnahme langkettiger Omega-3-Fettsäuren durch Fisch.

### Studien
Ein Cochrane-Review aus dem Jahr 2020 stellt die bislang umfassendste systematische Übersichtsarbeit zur Ergänzung von Omega-3-Fettsäuren und Herz-Kreislauf-Erkrankung (kardiovaskuläre Krankheit) dar. Sie kommt zu dem Schluss, dass lediglich eine moderate und unsichere Evidenz dafür besteht, dass DHA und EPA das Risiko für Koronare Herzkrankheit senken. Zudem sei der Effekt nur klein. Dabei führte auch eine erhöhte Zufuhr an DHA und EPA nicht zu besseren Ergebnissen. Ergänzungsmittel könnten aber möglicherweise den Triglycerid-Spiegel senken.
Eine erhöhte Zufuhr von ALA (durch Lebensmittel oder Ergänzungsmittel) kann möglicherweise das Risiko für Herz-Kreislauf-Erkrankungen sowie Herzrhythmusstörungen senken. Allerdings ist der Effekt bezogen auf Mortalität und Koronare Herzkrankheit höchstens klein oder auch gar nicht vorhanden.
Uneinheitlich ist die Studienlage in Bezug auf Krebs, Alzheimer, Demenz, Syndrom des trockenen Auges, Rheumatoide Arthritis. Studien konnten bislang keine überzeugenden Ergebnisse liefern.
In der Schwangerschaft kann sich Fischkonsum möglicherweise positiv auswirken, jedoch nur dann, wenn Fischarten gewählt werden, die wenig Quecksilber enthalten.
Im November 2023 warnte die Arzneimittelkommission der deutschen Ärzteschaft, dass unter der Behandlung mit Omega-3-Fettsäure-haltigen Arzneimitteln im Vergleich zu Placebo ein dosisabhängiges erhöhtes Risiko für Vorhofflimmern bei Patienten mit kardiovaskulären Erkrankungen oder kardiovaskulären Risikofaktoren bestehe. Das Risiko wurde in systematischen Übersichten und Metaanalysen randomisierter kontrollierter Studien, die insgesamt mehr als 80.000 Patienten zumeist mit kardiovaskulären Erkrankungen oder kardiovaskulären Risikofaktoren einschlossen, im Vergleich zu Placebo gezeigt. Das beobachtete Risiko für Vorhofflimmern war bei einer Dosis von 4 g/Tag am höchsten. Bei Vorhofflimmern sollte die Behandlung dauerhaft abgesetzt werden, so die Empfehlung. Die Deutsche Apothekerzeitung fasst diese Erkenntnis mit "Die Dosis macht das Gift" zusammen. 2024 kam eine Studie zu einem ähnlichen Ergebnis. Neben dem um 13 % erhöhten Risiko für Vorhofflimmern war auch ein um 5 % gestiegenes Schlaganfall-Risiko mit Fischöl-Supplementen assoziiert. Allerdings war die Mortalität in der Gruppe der Patienten mit Omega-3-Fettsäure-haltigen Arzneimitteln im Vergleich zu Placebo signifikant reduziert. Auch die Studienautoren sehen die eigenen Ergebnisse kritisch und führen einige Limitationen an. Sie folgern, dass kein kausaler Zusammenhang zwischen der Einnahme von Omega-3-Fettsäuren und dem erhöhten Risiko für Vorhofflimmern besteht.

### Health Claims
Im Rahmen der Health-Claims-Verordnung hat die Europäische Behörde für Lebensmittelsicherheit die behaupteten Gesundheitseffekte von EPA- und DHA-Fettsäuren bewertet. Gültige Health Claims sind u. a.:
- ALA – Essenzielle Fettsäuren werden für ein gesundes Wachstum und eine gesunde Entwicklung bei Kindern benötigt
- ALA trägt zur Aufrechterhaltung eines normalen Cholesterinspiegels im Blut bei
- DHA trägt zur Erhaltung einer normalen Gehirnfunktion bei
- DHA trägt zur Erhaltung normaler Sehkraft bei
- DHA trägt zur Aufrechterhaltung eines normalen Triglyceridspiegels im Blut bei
- DHA und EPA tragen zur Aufrechterhaltung eines normalen Blutdrucks bei
- DHA und EPA tragen zur Aufrechterhaltung eines normalen Triglyceridspiegels im Blut bei
- DHA und EPA tragen zu einer normalen Herzfunktion bei

Daneben listet die EU-Behörde eine Reihe ungültiger bzw. veralteter Health Claims und Bedingungen für die Verwendung der autorisierten Angaben sowie Bedingungen und/oder Beschränkungen hinsichtlich der Verwendung des Lebensmittels und/oder zusätzliche Erklärungen oder Warnungen auf.

### Ranzigkeit
Eine Untersuchung von Fischöl aus dem Jahr 2022 zeigte, dass einige der am Markt angebotenen Produkte ranzige Öle enthalten. Dabei wird der ranzige Geruch häufig durch Aromen überdeckt. Eine Studie aus dem Jahr 2015 kam zu einem ähnlichen Ergebnis, hier waren 20 % der Produkte ranzig. Unklar ist, ob ranziges Fischöl ungesund ist. Einige Studien zeigen, dass stark ranziges Fischöl den Cholesterinspiegel erhöhen kann. Tierversuche zeigten außerdem, dass stark ranziges Öl toxische Effekte hat. Darüber hinaus hat ranziges Öl vermutlich nicht die gleiche positive Wirkung wie frisches Öl.